# Huis Anhalt-Bernburg-Schaumburg-Hoym
Het huis Anhalt-Bernburg(-Schaumburg)-Hoym was een zijlinie van Anhalt-Bernburg die bestond van 1709 tot 1812.

## Geschiedenis
Het huis ontstond uit het huis Anhalt-Bernburg doordat er na de dood van Victor I Amadeus van Anhalt-Bernburg (1634-1718) onder zijn zoons Karel Frederik en Lebrecht een geschil uitbrak over Harzgerode. Na bemiddeling door Oostenrijk kreeg Karel Frederik als oudste zoon Harzgerode toegewezen en Lebrecht als schadeloosstelling een som van 18.000 taler en Hoym en enige andere gebieden onder de soevereiniteit van Anhalt-Bernburg.
In 1707 erfde Victor I Amadeus Adolf via zijn moeder Charlotte van Nassau-Dillenburg (1672-1700) van zijn grootmoeder Elizabeth Charlotte van Holzappel (1640-1707) de heerlijkheid Schaumburg, het graafschap Holzappel en een reusachtig vermogen waarmee in 1718 het Vorstendom Anhalt-Bernburg(-Schaumburg)-Hoym ontstond. De residentie van de familie werd naar Schaumburg verlegd en slot Hoym werd slechts incidenteel bewoond.
Met Victor II Karel Frederik stierf de tak Anhalt-Bernburg-Schaumburg-Hoym in 1812 in mannelijke lijn uit. De Anhaltse bezittingen vervielen weer aan Anhalt-Bernburg. Schaumburg en Holzappel kwamen via Victors dochter Hermine aan haar echtgenoot aartshertog Jozef van Oostenrijk.
Via Emma van Anhalt-Bernburg-Schaumburg-Hoym - de grootmoeder van koningin Emma - is het Nederlandse koningshuis gelieërd aan het Huis Anhalt-Bernburg-Schaumburg-Hoym.